# Mortillery
Mortillery est un groupe canadien de thrash metal, originaire d'Edmonton, en Alberta. Le groupe, actuellement signé chez Napalm Records, compte un total de trois albums studio, ainsi qu'un EP.

## Biographie
Mortillery est formé en octobre 2008 à Edmonton, en Alberta. Il comprend initialement la chanteuse Emily Smits, le guitariste Alex Gutierrez et la bassiste Miranda Gladeau. Ils sont rejoints par Cara McCutchen (chant), et James Guiltner (guitare). En 2010, le groupe publie son premier EP, homonyme.
En février 2011, ils publient leur premier album, Murder Death Kill, au label Horror Pain Gore Death Productions. Possédant une patte artistique et un son très old-school, allant à contrepied de la vague revival thrash, le groupe se fait vite remarquer par le label Napalm Records chez qui il signe en mars 2012. En 2013, ils publient leur deuxième album studio, Origin of Extinction,. En 2014, Mortillery effectue sa première tournée européenne avec Sepultura, Legion of the Damned et Flotsam and Jetsam.
Ils annoncent, en mars 2016, une suite à Origin of Extinction, intitulée Shapeshifter, le 27 mai via Napalm Records. La pochette de l'album, qui comprend douze chansons, est réalisée par Todd Knutson.

## Style musical
Le groupe joue un thrash metal classique, orienté vers les années 1980. Leur style musical est comparable à celui du groupe Nuclear Assault.

## Membres

### Membres actuels
- Miranda Wolfe - basse (depuis 2007)
- Alex Gutierrez - guitare rythmique (depuis 2008)
- Cara McCutchen - chant (depuis 2008)
- Kevin Gaudet - batterie (depuis 2010)
- Kent Quinlan - guitare solo (depuis 2014)

### Anciens membres
- Max - batterie (2008-2010)
- James Guiltner - guitare solo (2008-2009)
- Alex Scott - guitare solo (2009-2013)

## Vidéographie
- F.O.A.D. (2013)